# Panorama in Interlingua

Panorama in Interlingua est le périodique principal pour la langue interlingua. C'est un bimensuel. Son premier numéro date de janvier 1988. Chaque numéro est entièrement rédigé en interlingua et les activités de l'Union Mundial pro Interlingua (UMI) apparaissent dans chaque numéro. Le contenu ne porte pas nécessairement sur la langue elle-même. Thomas Breinstrup, le rédacteur en chef, est considéré comme une référence de l'interlingua.
Le but déclaré de cette publication est de proposer:
- des nouvelles de l'interlingua;
- du journalisme;
- des bulletins de nouvelles;
- des critiques de livres;
- des nouvelles et d'articles de voyage;
- des Chroniques.